# Крав мага
Крав маґа (івр. קרב מגע‎ — «контактний бій») — розроблена в Ізраїлі військова система, яка базується на 7 принципах рукопашного бою, що акцентується на швидкій нейтралізації загрози в умовах реального життя. Система стала відома після того, як була прийнята на озброєння різними ізраїльськими силовими структурами.

## Походження назви
Назва івритом означає «ближній (контактний — мага (івр. מגע) — контакт)), крав (івр. קרב) — бій) бій», та належить до бою при фізичній взаємодії з супротивником, на відміну від бою із застосування зброї на відстані (хоч у крав мага вивчаються сучасні види зброї).

## Основні принципи
В крав мага не існує певних правил та немає різниці між тренуванням чоловіків та жінок. Система не є спортивною, відсутня спеціальна форма одягу та змагання. Всі прийоми концентруються на максимальній ефективності в реальних умовах. Робиться акцент на ураження найчутливіших до болю частин тіла  (очі, пах), удари головою та інші прийоми, а також імпровізоване використання будь-яких доступних предметів. Також показується необхідність дотримання норми не перевищення меж самооборони.
Крав мага не базується на філософській системі, як східні єдиноборства. Її призначення — забезпечити фізичне виживання, а не духовний розвиток. Тому основою крав мага є наукові дослідження рефлексів людини.

## Організації
- Krav Maga Ukraine krav-maga.ua - Федерація крав-мага України, розвиває крав-мага в Україні з 2006 року, президент Антон Фарб.
- The Israeli Krav Maga Association (IKMA) — найстаріша організація крав мага, заснований в 1978 році Імі Ліхтенфельдом. IKMA знаходиться в Ізраїлі.
- The International Krav Maga Federation (IKMF) — Ізраїль.
- The Krav Maga Federation/Krav Maga International-Kapap — Ізраїль.
- Krav Maga Worldwide — США.